# Millançay
Millançay település Franciaországban, Loir-et-Cher megyében. Lakosainak száma 722 fő (2022. január 1.). Millançay La Ferté-Beauharnais, Romorantin-Lanthenay, Loreux, Marcilly-en-Gault, Neung-sur-Beuvron, Veilleins, Vernou-en-Sologne és Villeherviers községekkel határos.

## Népesség
A település népességének változása:
| Lakosok száma | 743  | 669  | 629  | 759  | 752  | 771  | 780  | 739  | 718  | 722  |
|               | 1968 | 1982 | 1990 | 2006 | 2013 | 2015 | 2017 | 2019 | 2020 | 2022 |